# Территориальная оборона Словении
Территориальная оборона Словении (словен. Teritorialna obramba Slovenije, серб. Територијална одбрана Словеније) — составная часть вооружённых сил СФРЮ, де-факто первая организационная структура вооружённых сил Словении, предшественница современных Вооружённых сил Словении.

## История
После ввода советских войск в Чехословакию в августе 1968 года в Югославии была принята новая военная доктрина о тотальной народной обороне, согласно которой любой гражданин СФРЮ, оказывающий сопротивление агрессору, является полноправным членом югославских вооружённых сил. В республиках и провинциях началось создание региональных штабов ЮНА. Так 20 ноября 1968 года появилась Территориальная оборона Социалистической Республики Словении. В 1988 году она была подчинена 5-й Военной области.
Летом 1990 года в Словении движение ДЕМОС стало пропагандировать выход страны из состава СФРЮ, сохранение всех военных объектов на территории страны и передачу их под управление вооружённых сил будущей республики. Белград немедленно приказал Любляне распустить все военные подразделения Территориальной обороны Словении, однако словенцы проигнорировали это распоряжение. Вскоре со складов таинственным образом исчезло всё оружие, которое было передано словенским воинским частям, участвовавшим в войне за независимость.
После победоносного для Словении завершения войны Белград отказался от претензий на словенское оружие. Сама же Территориальная оборона просуществовала вплоть до 1995 года, когда были сформированы современные вооружённые силы Словении.
Перед «Десятидневной войной» структура ТО Словении выглядела следующим образом:
- Штаб в Любляне под командованием полковника Янеза Слапара.
- 2-й военный район под командованием полковника Албина Гутмана. Штаб в Ново-Месте
- 3-й военный район под командованием полковника Петера Жупана. Штаб в Кране
- 4-й военный район под командованием Войко Стернбергара. Штаб в Постойне
- 5-й военный район под командованием полковника Янеза Лесяка. Штаб в Любляне
- 6-й военный район под командованием полковника Богдана Балтрама. Штаб в Нова-Горице
- 7-й военный район под командованием полковника Владимира Милошевича. Штаб в Мариборе
- 8-й военный район под командованием полковника Витора Кранича. Штаб в Целье

По состоянию на 26 июня 1991 года ТО насчитывала 15 707 человек.

## Структура
Изначально в личный и командный состав входили исключительно словенцы, однако с лета 1974 года в армии прошла небольшая демократическая реформа: в командный состав отныне зачислялись и сербы. Официальным языком в армии считался словенский язык.
Ядром Территориальной обороны была так называемая Защитная бригада, существовавшая с 1973 года (её преемником стала 1-я специальная бригада МОРиС в 1992 году, ставшая затем основой для созданной в 1998 году 1-й бригады Вооружённых сил Словении).
В мае 1991 года в Словении открылись первые военные училища с момента провозглашения независимости: их филиалы располагались в Иге-при-Любляне и Пекре-при-Мариборе. 2 июня в стране начался первый воинский призыв.

## Командный состав

### Главнокомандующие[2]
- Боян Полак: 1968—1974
- Рудолф Хриберник[серб.]: 1974—1977
- Бранко Еркич[словен.]: 1977—1980
- Миха Петрич[словен.]: 1980—1983
- Радо Клайншек: 1983—1984
- Милован Зорц[словен.]: 1984—1985
- Эдвард Павчич: 1985—1987
- Иван Хочевар[словен.]: 1987—1990

### Начальники штаба[2]
- Альберт Якопич[серб.]: 1968—1974
- Бранко Еркич[словен.]: 1974—1977
- Ладо Коциян[словен.]: 1977—?
- Миха Петрич[словен.]: ?—1980
- Радо Якин: 1980—?
- Милован Зорц[словен.]: ?—1984
- Марьян Видмар: 1984—?
- Драго Ожболт[словен.]: ?—1990
- Янез Слапар[словен.]: 1990—1993
- Албин Гутман[англ.]: 1993—1994

### Политические комиссары штаба[2]
- Альберт Якопич[серб.]: 1968—1974

## Вооружение

### Пехотное оружие
- Zastava M70AB

### Авиация
| Тип авиавооружения  | Фотография | Страна-производитель | Тип                   | Модификации | Численность | Примечания                  |
| ------------------- | ---------- | -------------------- | --------------------- | ----------- | ----------- | --------------------------- |
| UTVA 75             |            | Югославия            | учебный самолёт       |             | 14          | Ранее использовался ЮНА     |
| SOKO SA 341 Gazelle |            | Югославия            | транспортный вертолёт |             | 1           | Ранее использовался ЮНА     |
| Bell 206 JetRanger  |            | США                  | многоцелевой вертолёт |             | 3           |                             |
| Bell 412            |            | США                  | многоцелевой вертолёт |             | 1           |                             |
| Let L-410 Turbolet  |            | Чехия                | транспортный самолёт  |             | 1           | Заказан впервые в 1994 году |
| Agusta AW109        |            | Италия               | транспортный вертолёт | A109A Mk II | 1           |                             |